# Landeryds kyrkby
Landeryd (frnsv Lannerø, av omtvistad betydelse) är en kyrkby i Landeryds socken söder om Linköping i Östergötland. Byn är belägen i anslutning till Landeryds kyrka.

## Kyrkbyns historia
Byn omfattade ursprungligen fem gårdar; Docketorp, Norrgården, Södergården, Komministergården samt den numera rivna Flygelgården. Nämnas kan också före detta skolhuset Mellangården, församlingshemmet Klockaregården samt gamla ålderdomshemmet Västergården. 
Strax väster om kyrkbyn, på Docketorps forna mark vid Stångån, ligger det före detta Hjulsbrovarvet. 

## Runsten
I kyrktornets södra fasadvägg sitter en synlig runsten inmurad. Den har troligtvis haft sin ursprungliga plats nedanför kyrkbacken, väster om kyrkan. Den antas vara från 1000-talet och berättar om en Landerydsbo som hjälpte Knut den store att erövra England.